# Корнелий Непот
Вижте пояснителната страница за други личности с името Непот.
Корнелий Непот (лат. Cornelius Nepos) е римски писател и историк. Роден е в 100 г. пр. Хр., а умира през 25 пр.н.е. Неговото родно място е най-вероятно Хостилия (днес Ostiglia), селище в Цизалпийска Галия, недалеч от Верона. Галският му произход е засвидетелстван от Авзоний и Плиний Стари (Естествена история, III. 22). Той е приятел на Катул, който посвещава свои поеми на него (I. 3), Цицерон и Атик.
На него се приписва известната сентенция: „Si vis pacem, para bellum“ („Ако желаеш мир, готви се за война“).

## Произведения
- Chronica, epitome d'història universal
- Exemplorum Libri
- De Viris Illustribus
- Vita Ciceronis
- Epistolae ad Ciceronem
- Alguns poemes
- De Historicis, vida de Dió
- Aemilii Probi de Vita excellentium